# Eupenicillium parvum
Eupenicillium parvum är en svampart som först beskrevs av Raper & Fennell, och fick sitt nu gällande namn av Stolk & D.B. Scott 1967. Eupenicillium parvum ingår i släktet Eupenicillium och familjen Trichocomaceae.   Inga underarter finns listade i Catalogue of Life.